# Helmut Merkel (Manager)
Helmut Merkel (* 1949 in Achern, Baden) ist ein deutscher Manager, Berater und Unternehmer.

## Studium
Helmut Merkel absolvierte ein Studium der Betriebswirtschaftslehre mit dem Abschluss als Diplom-Kaufmann an der Universität Mannheim. Die Schwerpunkte des Studiums waren Logistik, Industriebetriebslehre und Informatik. An der Universität Mannheim erfolgte die Promotion (Dr. rer. pol.) zum Thema Simulationsmodelle für die Optimierung interdependenter logistischer Prozesse.

## Beruf
Ab 1980 war er für das Unternehmen ADV/ORGA AG bzw. der von Friedrich A. Meyer geführten ADV/ORGA F. A. Meyer GmbH in Wilhelmshaven tätig. 1986 wurde er Mitglied des Vorstandes der ADV/ORGA AG. 1989 wurde Helmut Merkel Vorstandsvorsitzender der DAT AG in Ratingen. Von 1993 bis 1997 war er zudem Mitglied der Geschäftsführung der Deichmann Handelsgruppe in Essen. Im April 2000 wurde Helmut Merkel zum Mitglied des Vorstandes für Logistik und IT der KarstadtQuelle AG (später umbenannt in Arcandor AG) bestellt. Ab 2002 war er als Personaldirektor im Vorstand.
Ab 2003 war Helmut Merkel Vorsitzender des Vorstandes der Karstadt Warenhaus AG (später in Karstadt Warenhaus GmbH umgewandelt). In seiner Funktion als Vorstandsvorsitzender verantwortete er die Bereiche Personal, Administration und Vertrieb sowie Marketing, Gastronomie und Reisen. Für die KarstadtQuelle AG blieb er weiterhin für die Logistik, die IT und bis 2005 als Personaldirektor verantwortlich.
Im August 2006 gab Helmut Merkel den Vorstandsvorsitz der Karstadt Warenhaus AG an Peter Wolf ab. In dem Zuge übernahm er als einfaches Mitglied des Vorstandes der KarstadtQuelle AG die Bereiche Gesellschaftspolitik, Einkaufskoordination und Beschaffung, Logistik und Informationstechnologie.

## Arcandor
Nach dem Konkurs der Arcandor AG im September 2009 erhob der zuständige Insolvenzverwalter eine Zivilklage gegen Organe und ehemalige Organe des Konzerns. Helmut Merkel war in zwei Verfahren betroffen. Der Vorwurf gegen ihn "ungerechtfertigte Boni" erhalten zu haben, wurde in erster Instanz vom Landgericht Essen abgewiesen. Das Verfahren, das sich gegen alle Beteiligten richtete, war in zweiter Instanz beim Oberlandesgericht Hamm anhängig. Durch einen Generalvergleich im Februar 2023 wurde das Verfahren gegen alle Beteiligten nunmehr abgeschlossen.
Das zweite Verfahren, in dem es um Schadenersatzansprüche gegen Organe wegen fünf Immobilienverkäufen ging, war ebenfalls in zweiter Instanz beim Oberlandesgericht anhängig. Das Oberlandesgericht Hamm hat in seinem Urteil vom 6. April 2022 die Klage des Insolvenzverwalters gegen die Vorstände abgewiesen, ohne die Revision beim Bundesgerichtshof zuzulassen.

## Unternehmerisches Engagement
Nach dem Ausscheiden 1997 bei der Deichmann Handelsgruppe baute Helmut Merkel das Beratungsunternehmen IM+C AG mit Schwerpunkt Handel und IT mit Sitz in Mannheim auf. Zusammen mit einem Partner gründete er ein 4-PL Logistikunternehmen in Köln. Mit der Berufung in den Vorstand der KarstadtQuelle AG im Jahr 2000, führten Partner die Unternehmen treuhänderisch weiter. Nach seinem Ausscheiden aus dem Arcandor-Konzern im Jahr 2008 kehrte er in die Selbstständigkeit zurück und unterstützte seinen Sohn, das Tradingunternehmen EURASIA mit Sitz in Hong Kong aufzubauen.
In den folgenden Jahren engagierte er sich Helmut Merkel in mittelständischen Firmenbeiräten und war Aufsichtsratsvorsitzender der Chinesischen Tochterfirma der französischen Altavia Marketinggruppe in Shanghai. Es folgten weitere Investitionen in Startup-Firmen. Gegenwärtig ist er Vorsitzender des Beirates des Mesh-Institute und Vorsitzender des Beirates von Brook Valley.

## Institutionelle Tätigkeiten
Ab 2004 bekleidete Helmut Merkel die Funktionen des Aufsichtsratsvorsitzenden von GS1 Germany. Von 2004 bis 2009 war er Präsident der Bundesarbeitsgemeinschaft für die Mittel- und Großbetriebe des Einzelhandels e. V. und im gleichen Zeitraum Mitglied des Präsidiums des Bundesverbands der Deutschen Arbeitgeberverbände. Von 2006 bis 2009 war Helmut Merkel Vizepräsident des Hauptverbandes des Deutschen Einzelhandels. Von 2007 bis 2009 war er Präsident der International Group of Department Stores mit Sitz in Zürich.

## Lehrtätigkeit
Helmut Merkel war ab 1987 Lehrbeauftragter für Logistik an der Universität Mannheim. 1990 wurde er zum Honorarprofessor für Logistik Managementsysteme bestellt. Die Lehrtätigkeit wurde 2014 eingestellt.

## Ehrungen
- Ehrensenator der Universität Mannheim
- Verdienstorden des Landes Nordrhein-Westfalen

## Veröffentlichungen
- Logistik Managementsysteme. Grundlagen und informationstechnische Umsetzung. Verlag Oldenbourg, München/Wien 1995, ISBN 3-486-22424-7.
- Veränderungen in der Einkaufspraxis und in der Beschaffungslogistik durch das Internet. In: Bundesvereinigung Logistik (Hrsg.): Europa vernetzen. 15. Deutscher Logistikkongress. München 1998, DNB 955487706, S. 205–219.
- Globale Beschaffung. Veränderung des Einkaufsverhaltens im Handel durch das Internet. In: Handelsblatt. Okt. 1998.
- Große Einsparpotentiale im Textileinzelhandel. In: Dynamik im Handel. Heft 8, August 2000, S. 44–46.
- mit R. Hollender: Warenwirtschaft. Noch Raum für Verbesserung. In: Lebensmittelzeitung. H. 10, 2002, S. 61.
- mit J. Heymans: Geschäftsmodelle im stationären Einzelhandel. In: H. Merkel, B. Bijelicic (Hrsg.): Logistik und Verkehrswirtschaft im Wandel. Unternehmensübergreifende Versorgungsnetzwerke verändern die Wirtschaft. Festschrift für Gösta B. Ihde. München 2003, ISBN 3-8006-2933-X, S. 161–184.
- mit J. Heymans: Logistik als Koordinationsaufgabe in unternehmensübergreifenden Versorgungsketten. In: H. Merkel, B. Bijelicic (Hrsg.): Logistik und Verkehrswirtschaft im Wandel. Unternehmensübergreifende Versorgungsnetzwerke verändern die Wirtschaft. Festschrift für Gösta B. Ihde. München 2003, S. 3–19.
- H. Merkel, B. Bijelicic (Hrsg.): Logistik und Verkehrswirtschaft im Wandel – Unternehmensübergreifende Versorgungsnetzwerke verändern die Wirtschaft. Festschrift für Gösta B. Ihde. München 2003.
- Ein systemtheoretischer Supply Chain Management Ansatz für den Einzelhandel. In: D. Karagiannis (Hrsg.): Herausforderungen in der Wirtschaftsinformatik: Festschrift für Hermann Krallmann. Springer, Berlin u. a., 2006.
- mit P. Breuer, Chr. Eltze und J. Kerner: Global Sourcing im Handel. Wie Modeunternehmen erfolgreich beschaffen. Berlin/Heidelberg 2008, ISBN 978-3-540-77059-6.
- Shared Information in Logistikmanagementsystemen. In: Uwe-Heiner Pradel (Hrsg.): Praxishandbuch der Logistik. Köln 2013, ISBN 978-3-87156-340-9, S. 1–44.
- Die Sprache von Mode und Design. Kreativ, vielfältig, global (Hrsg. mit Alexandra Hildebrandt und Annett Koeman). reddot edition, Essen 2007, ISBN 978-3-89939-093-3.
- Hat die Globalisierung Zukunft? Die Zukunft der Globalisierung In: China im Blickpunkt des 21. Jahrhunderts. Impulsgeber für Wirtschaft, Wissenschaft und Gesellschaft. Hrsg. Tobias Loitsch. Springer Gabler 2021, ISBN 978-3-662-63377-9, S. 141–184.